# Globularia ascanii
Globularia ascanii är en grobladsväxtart som beskrevs av David Bramwell och Kunkel. Globularia ascanii ingår i släktet bergskrabbor, och familjen grobladsväxter. Inga underarter finns listade i Catalogue of Life.

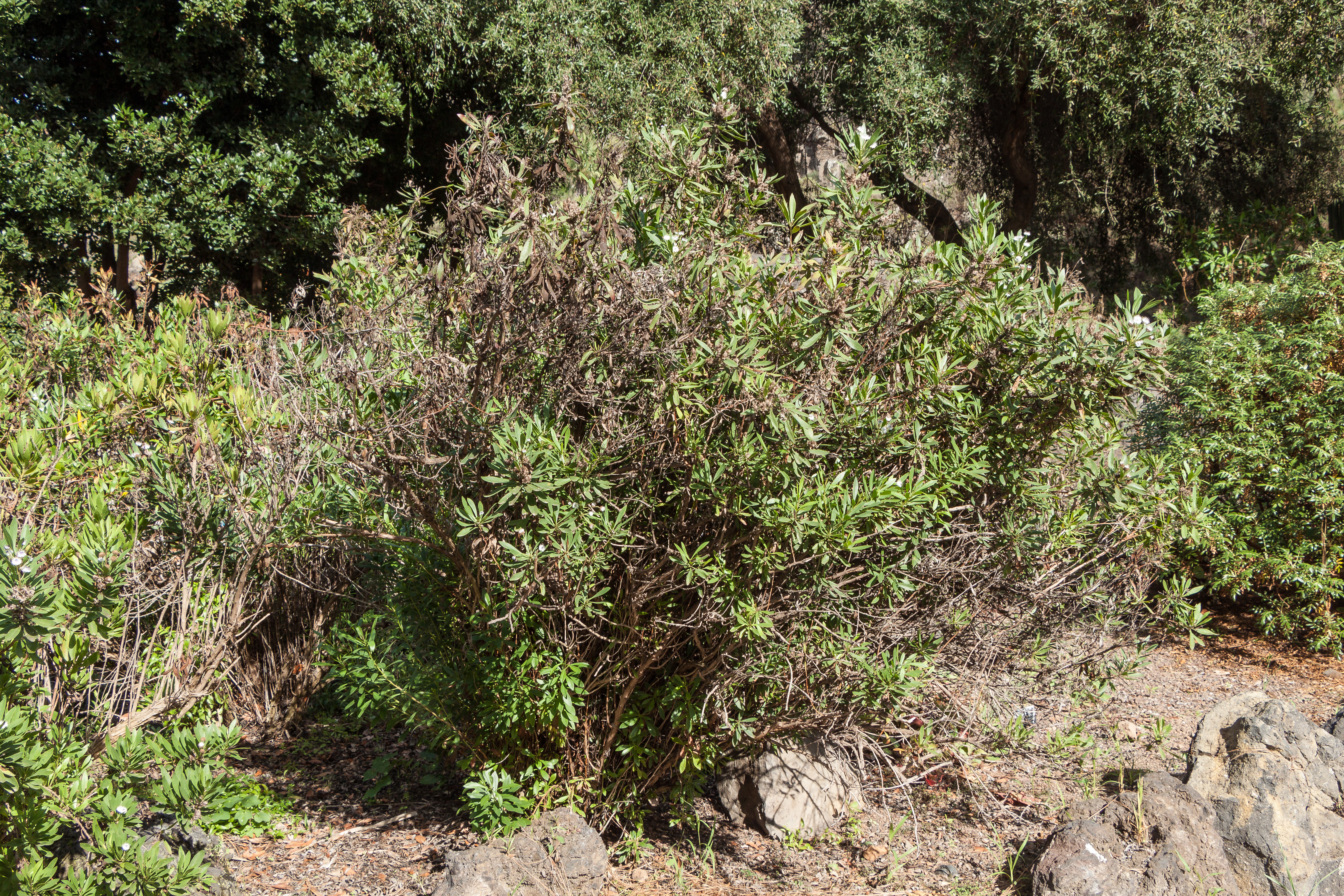
Habitus